# Saint-Père-Marc-en-Poulet
Saint-Père (en bretó Sant-Pêr-Poualed) és un municipi francès, situat a la regió de Bretanya, al departament d'Ille i Vilaine. L'any 2007 tenia 2.313 habitants.

## Demografia
| 1962                                       | 1968  | 1975  | 1982  | 1990  | 1999  |
| ------------------------------------------ | ----- | ----- | ----- | ----- | ----- |
| 965                                        | 1.055 | 1.080 | 1.247 | 1.516 | 1.750 |
| Des de 1962: població sense dobles comptes |       |       |       |       |       |

## Administració
| Període | Identitat            | Partit            |
| ------- | -------------------- | ----------------- |
| 1995-   | Jean-Francis Richeux | Aliança Centrista |